# Gilbert Pineau
Pour les articles homonymes, voir Pineau.
 (décembre 2018).
Si vous disposez d'ouvrages ou d'articles de référence ou si vous connaissez des sites web de qualité traitant du thème abordé ici, merci de compléter l'article en donnant les références utiles à sa vérifiabilité et en les liant à la section « Notes et références ».
Gilbert Pineau est un écrivain, réalisateur et scénariste français.

## Filmographie
Réalisateur
- 1962 : Paludi (de Diego Fabbri), téléfilm
- 1962 : Il est minuit, docteur Schweitzer
- 1963 : La Première Légion (d'Emmet Lavery), téléfilm
- 1964 : Les Armes de la nuit
- 1965 : L'Appolon de Bellac
- 1965 : Mademoiselle de La Ferté, téléfilm
- 1966 : La Mouette (d'Anton Tchekhov), téléfilm
- 1966 : La Machine à écrire, téléfilm d'après la pièce de théâtre de Jean Cocteau
- 1966 : Les Affaires sont les affaires (d' après Octave Mirbeau), téléfilm
- 1967 : Ne fais pas ça Isabella
- 1967 : Le Jeu des vacances
- 1967 : Meurtre en sourdine
- 1968 : Une femme sans importance (d'Oscar Wilde), téléfilm[1]
- 1980 : Grand-peur et misère du IIIe Reich
- 1980 : La Pharisienne

Scénariste
- 1966 : Les affaires sont les affaires
- 1967 : Ne fais pas ça Isabella
- 1967 : Le Jeu des vacances
- 1967 : Meurtre en sourdine
- 1968 : Une femme sans importance (d'Oscar Wilde), téléfilm

## Roman policier
- Le Déclic, Paris, Librairie des Champs-Élysées, Le Masque no 1146, 1970